# Domici Ahenobarb
Els Domici Ahenobarb (en llatí: Domitii Ahenobarbi) foren una família de la branca plebea de la gens Domícia que portava el cognomen Ahenobarb ('barba roja', probablement una característica del primer portador del cognom). Els Ahenobarbs reivindicaven que un membre de la seva família va rebre dels Dioscurs l'avís de la victòria sobre els llatins que es va produir al llac Regil l'any 496 aC, i per demostrar que era veritat el que deia, els seus cabells i la seva barba, que eren negres, tornaren rojos.
Els membres més destacats de la família van ser:
- Gneu Domici Ahenobarb, cònsol sufecte el 192 aC.
  - Gneu Domici Ahenobarb, cònsol sufecte el 162 aC.
    - Gneu Domici Ahenobarb, cònsol el 122 aC.
      - Gneu Domici Ahenobarb, cònsol el 96 aC.
        - Gneu Domici Ahenobarb, magistrat romà.
        - Luci Domici Ahenobarb cònsol el 54 aC.
          - Gneu Domici Ahenobarb cònsol el 32 aC.
            - Luci Domici Ahenobarb cònsol el 16 aC.
              - Gneu Domici Ahenobarb cònsol l'any 32, pare de Neró.
                - Luci Domici Ahenobarb, nom complet de l'emperador Neró.

      - Luci Domici Ahenobarb, cònsol el 94 aC.
        - Gneu Domici Ahenobarb, pretor el 54 aC.
- Luci Domici Ahenobarb pretor el 80 aC.